# 杉本正志
杉本 正志（すぎもと まさし、1967年1月17日 - ）は、大阪府松原市出身の元プロ野球選手（投手）。1988年から1992年までの登録名は杉本 征使（読み同じ）。

## 来歴・人物
箕島高校では同期の嶋田章弘とともに投の二本柱として活躍。3年生時の1984年には、夏の甲子園県予選準決勝で大成高に完封勝ち。決勝は左翼手に回り、嶋田が和歌山工を完封して夏の甲子園出場を決める。甲子園では2回戦（初戦）で、この大会に優勝した取手二高と対決。3点をリードした8回裏に先発の嶋田が崩れ、急遽救援に立つが、3-5で逆転負けを喫する。
その後は松田清が開設した松田野球塾を経て、同年のドラフト1位で広島東洋カープに入団。
1985年6月に離断性骨軟骨炎で右ひじを手術、シーズン終盤には復帰するが一軍登板には届かなかった。
1989年はウエスタン・リーグ最多勝となるが11月に、高橋慶彦・白武佳久と共に、高沢秀昭・水上善雄との3対2の交換トレードでロッテオリオンズに移籍。
1991年11月にはロッテを自由契約となり、同年12月3日、オリックス・ブルーウェーブと年俸430万円で契約した。
1992年限りで現役引退。
プロ入り初年度の右ひじ手術以降も故障に苛まれ続け、結局は一軍登板なしに終わった。
実子にファッションモデル、女優の杉本愛里。

## 詳細情報

### 年度別投手成績
- 一軍公式戦出場なし

### 背番号
- 35 （1985年 - 1989年）
- 32 （1990年 - 1991年）
- 65 （1992年）

### 登録名
- 杉本 正志 （すぎもと まさし、1985年 - 1987年）
- 杉本 征使 （すぎもと まさし、1988年 - 1992年）